# Spruce Goose
De Hughes H-4 Hercules, bijgenaamd Spruce Goose, is de grootste vliegboot aller tijden, ontworpen en gebouwd door Howard Hughes' Hughes Aircraft Company. De eerste en enige vlucht die de machine ooit maakte was op 2 november 1947. De H-4 Hercules was decennia lang het vliegtuig met de grootste vleugelspanwijdte (97,51 m) dat ooit vloog, tot op 13 april 2019 de Stratolaunch, met een spanwijdte van 117,35 meter, zijn eerste vlucht maakte.

## Geschiedenis
Tijdens de Tweede Wereldoorlog kwam de scheepsmagnaat en industrieel Henry J. Kaiser op het idee om enorme vrachtvliegtuigen te bouwen teneinde de Duitse U-boten door de lucht te ontwijken. Hij wendde zich tot Howard Hughes, die een ontwerp maakte. Het toestel werd door de Amerikaanse regering besteld, maar was niet op tijd klaar. Hughes (de bouwer) werd opgeroepen om te getuigen voor een onderzoekscommissie van de senaat. Hij moest uitleggen waarom het toestel niet tijdens de oorlog aan de Amerikaanse luchtmacht was afgeleverd. De commissie ging echter uiteen zonder een eindrapport te hebben afgeleverd. Hughes wilde het contract dat hij had nakomen. Omdat de Amerikaanse regering hem vrijwel geen metaal toewees, bouwde hij de vliegboot grotendeels van gelamineerd berkenhout. Tot Hughes' ergernis gaf de pers het toestel de bijnaam Spruce Goose, wat vurenhouten gans betekent.
Het vliegtuig was jarenlang in het  Californische Long Beach te zien, naast de Queen Mary, en verhuisde ten slotte naar McMinnville in Oregon, waar het sinds 1991 deel uitmaakt van het Evergreen Aviation Museum.

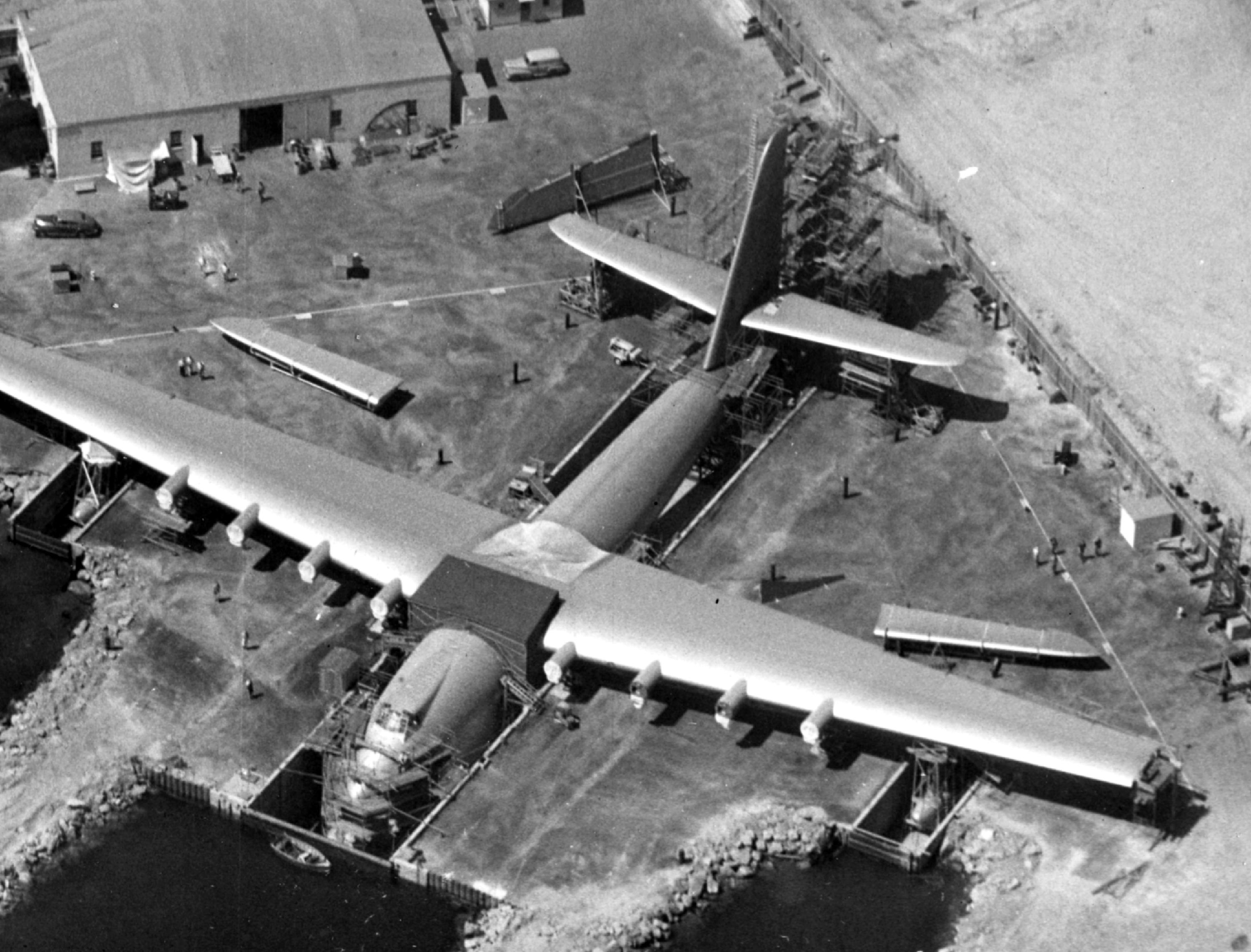
Tijdens de bouw
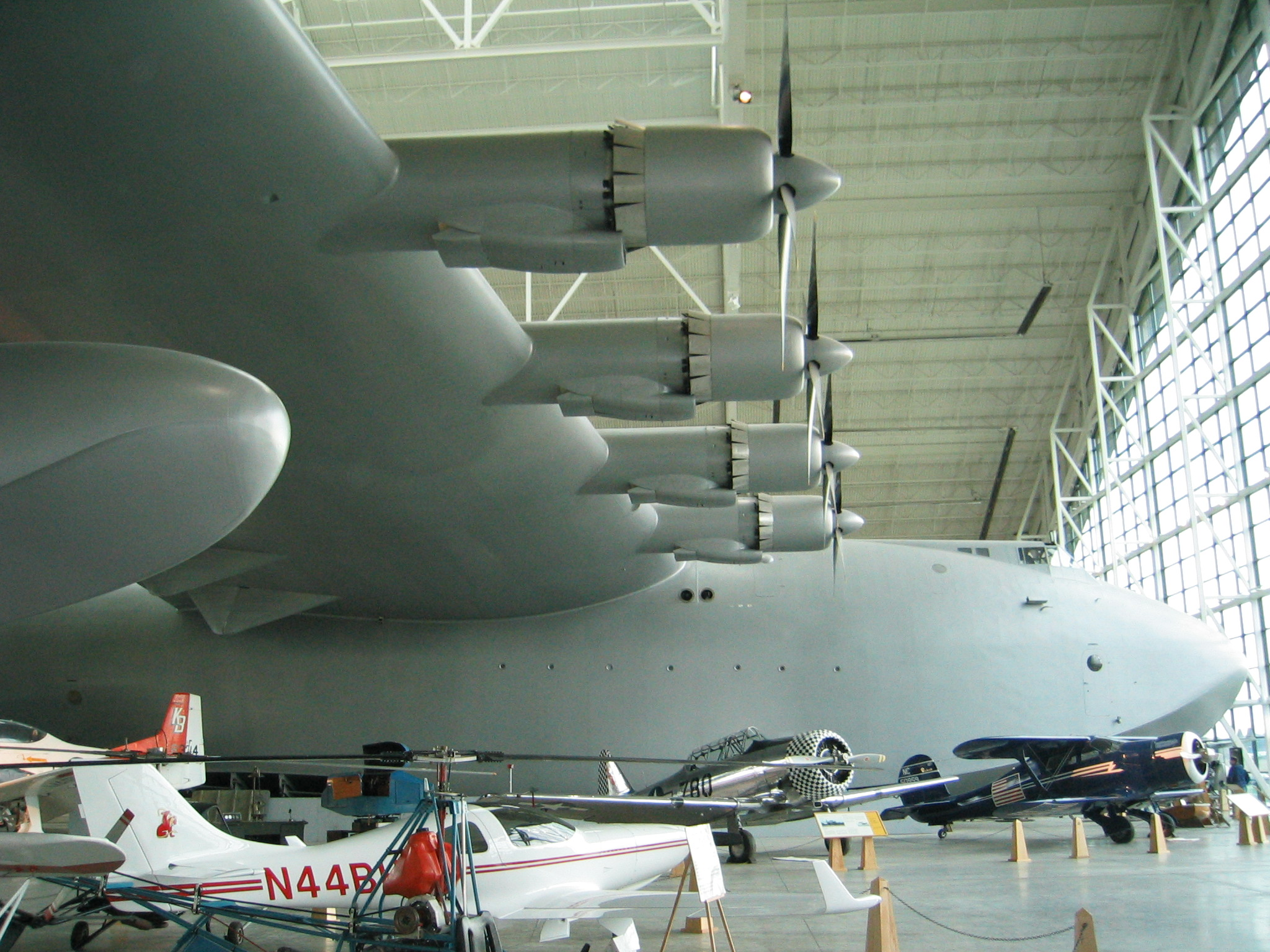
Stuurboordkant van het vliegtuig
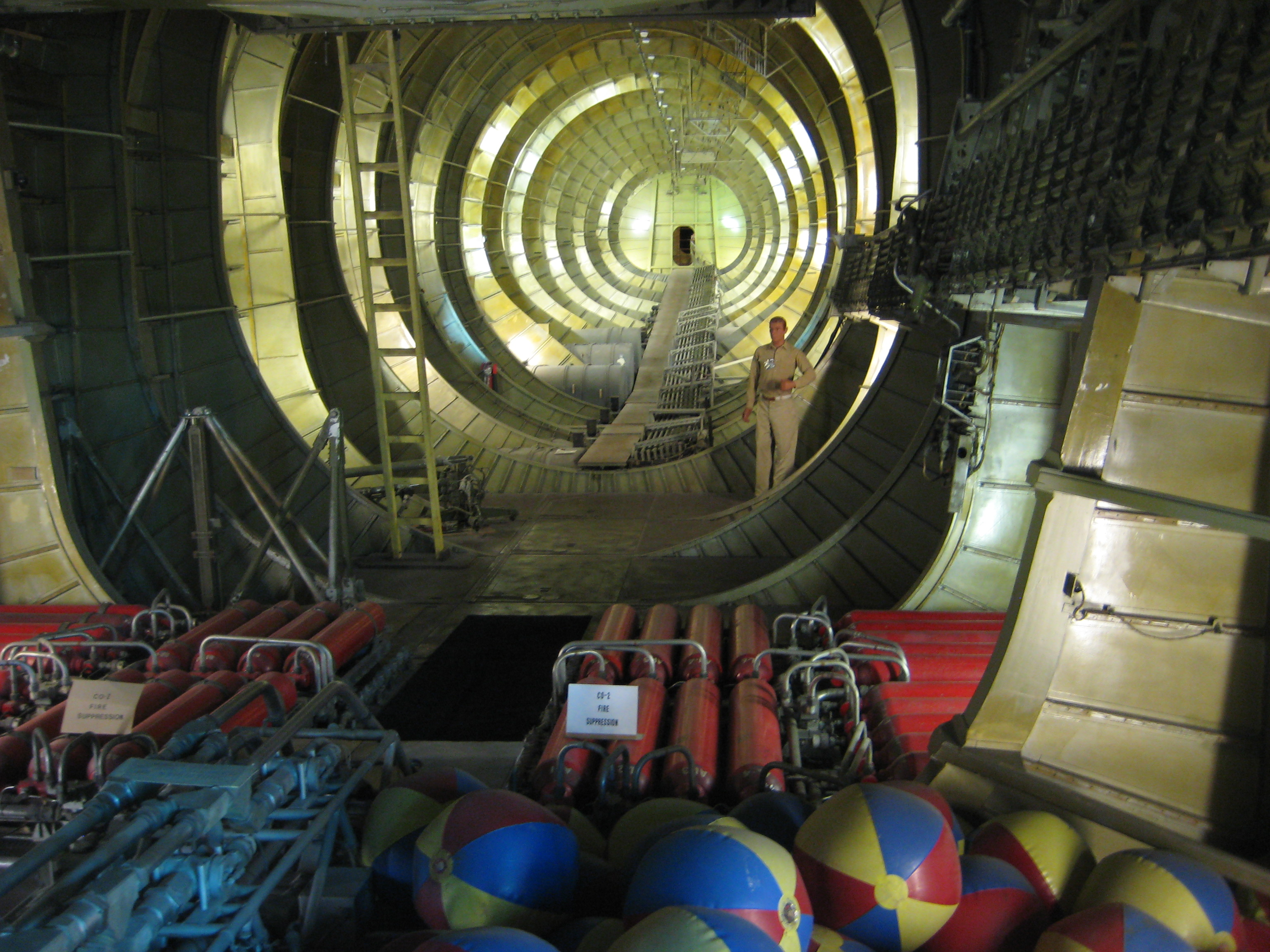
Blik naar achteren in de romp

## Vergelijking formaat met andere vliegtuigen

Vergelijking van de grootte:
Scaled Composites Stratolaunch
Spruce Goose
Antonov An-225
Airbus A380
Boeing 747-8